# Бијонова група
Бијонова група је тип психоаналитички оријентисане групе за психотерапију, коју је 1944. започео Бијон у Тависток клиници у Великој Британији. У оваквој групи терапеут заузима пасивну, скоро посматрачку, улогу и не интерпретира појединцу већ читавој групи. Главни циљ је да чланови постигну увид у трансфере реакција који следе. Позната је и као Тависток група.